# Leontios di Cipro
Antonios Leontiou (greco: Αρχιεπίσκοπος Λεόντιος; Limassol, 3 marzo 1896 – Nicosia, 26 luglio 1947) è stato un arcivescovo ortodosso e politico cipriota.
Egli fu arcivescovo di Cipro per soli 36 giorni nel 1947 con il nome di Leontios. Era nato a Limassol.

## Biografia
Ricevette una formazione teologica presso l'Università di Atene e la Columbia University di New York.
Prima di essere eletto arcivescovo di Cipro fu vescovo del distretto di Paphos.
Guidò la delegazione cipriota che si recò a Londra nel dicembre 1946 per discutere dell'enosis (unione con la Grecia).
Fu eletto arcivescovo il 20 giugno 1947.
Malato da tempo di diabete, l'arcivescovo morì di tifo, e di conseguenza non fu possibile esporre la salma per diversi giorni per l'omaggio pubblico, come è consuetudine. I funerali si svolsero il 27 luglio 1947 nel cimitero greco di Nicosia.